# Kórnik
Kórnik is een stad in het Poolse woiwodschap Groot-Polen, gelegen in de powiat Poznański. De oppervlakte bedraagt 6,08 km², het inwonertal 6758 (2005).

## Verkeer en vervoer
- Station Kórnik

## Geboren
- Patryk Rajkowski (1996), baanwielrenner